# Relaba williamsi
Relaba williamsi är en insektsart som beskrevs av Young 1957. Relaba williamsi ingår i släktet Relaba och familjen dvärgstritar.
Artens utbredningsområde är Ecuador. Inga underarter finns listade i Catalogue of Life.